# Kawasaki VN 1600
Die VN 1600 ist eine zwischen 2003 und 2008 von Kawasaki hergestellte Motorradmodellreihe aus dem Cruiser Segment. Sie gehört zu der seit 1986 angebotenen VN Baureihe und ist das Nachfolgemodell der VN 1500.

## Änderungen zum Vorgänger
Die VN 1600-Modellreihe ist eine Weiterentwicklung der VN 1500-Modellreihe und löste diese mit der Markteinführung ab.
- um 5 mm längerer Hub und der daraus resultierende Hubraumzuwachs um 82 cm³ auf 1552 cm³
- Verbesserung der Kraftstoffeinspritzung
- niedriger und länger
- Doppelscheibenbremse vorn (anstelle einer Einscheibenbremse der VN 1500)
- Gussräder (statt Speichenräder wie bei der VN 1500)
- falzloser Tank
- Zündschloss auf dem Tank, wobei der Schlüssel in Position „on“ abgezogen werden kann
- äußerliche Änderungen am Motor
- Sicherheitsabschalter am Seitenständer (bei eingelegtem Gang)
- Bordwerkzeug im abschließbaren Seitendeckel

## Modell-Ausführungen
Kawasaki vermarktete drei verschiedene Modelle.

### VN1600 Classic
Die VN 1600 Classic bildet die Basis Version der Modellreihe.

### VN1600 Classic Tourer
Die VN 1600 Classic Tourer entspricht weitgehend der VN 1600 Classic, zeichnet sich allerdings durch eine Reihe serienmäßiger, zusätzlicher Ausstattungselemente aus:
- Sturzbügel vorne und hinten
- Windschild
- Windlovers
- Sozius Rückenlehne (Sissybar)
- lackierte Hartschalen-Seitenkoffer

Außerdem wurde die VN 1600 Classic Tourer mit einer modifizierten Abgasanlage ausgeliefert, die den nötigen Platz für die Seitenkoffer ermöglicht.

### VN1600 Mean Streak
Die VN 1600 Mean Streak ist die sportliche Variante der Modellreihe. Die wesentlichen Unterschiede zur VN 1600 Classic sind:
- Leistungssteigerung des Motors gegenüber der Classic: 54 kW (73 PS)
- verändertes Design von Tank, Fendern und Lenker
- upside-down-Gabel
- 17" Felgen
- Verlagerung der Instrumente vor den Lenker auf die Gabelbrücke
- Drehzahlmesser
- erhöhte Sitzposition (700 mm)

## Technische Daten
|                        | VN 1600 Classic                                        | VN 1600 Classic Tourer                                 | VN 1600 Mean Streak                                          |
| ---------------------- | ------------------------------------------------------ | ------------------------------------------------------ | ------------------------------------------------------------ |
| Motor                  |                                                        |                                                        |                                                              |
| Motortyp               | Flüssigkeitsgekühlter Zweizylinder-Viertakt-V-Motor    | Flüssigkeitsgekühlter Zweizylinder-Viertakt-V-Motor    | Flüssigkeitsgekühlter Zweizylinder-Viertakt-V-Motor          |
| Hubraum                | 1.552 cm³                                              | 1.552 cm³                                              | 1.552 cm³                                                    |
| Leistung               | 49 kW (67 PS) bei 4.700/min                            | 49 kW (67 PS) bei 4.700/min                            | 54 kW (73 PS) bei 5.300/min                                  |
| Drehmoment             | 127 Nm bei 2.700/min                                   | 127 Nm bei 2.700/min                                   | 125 Nm bei 2.800/min                                         |
| Bohrung × Hub          | 102 × 95 mm                                            | 102 × 95 mm                                            | 102 × 95 mm                                                  |
| Verdichtungsverhältnis | 9,0:1                                                  | 9,0:1                                                  | 9,0:1                                                        |
| Ventil-/Einlasssystem  | 8 Ventile, SOHC                                        | 8 Ventile, SOHC                                        | 8 Ventile, SOHC                                              |
| Gemischaufbereitung    | Elektronische Saugrohreinspritzung                     | Elektronische Saugrohreinspritzung                     | Elektronische Saugrohreinspritzung                           |
| Zündung                | digital                                                | digital                                                | digital                                                      |
| Starter                | elektrisch                                             | elektrisch                                             | elektrisch                                                   |
| Antrieb                |                                                        |                                                        |                                                              |
| Getriebe               | 5-Gang-Getriebe                                        | 5-Gang-Getriebe                                        | 5-Gang-Getriebe                                              |
| Getriebeart            | Kardanantrieb                                          | Kardanantrieb                                          | Kardanantrieb                                                |
| Rahmen                 |                                                        |                                                        |                                                              |
| Rahmentyp              | Doppelschleifen-Stahlrohr-Rahmen                       | Doppelschleifen-Stahlrohr-Rahmen                       | Doppelschleifen-Stahlrohr-Rahmen                             |
| Radfederweg, vorn      | 150 mm                                                 | 150 mm                                                 | 150 mm                                                       |
| Radfederweg, hinten    | 95 mm                                                  | 99 mm                                                  | 87 mm                                                        |
| Bremsen                |                                                        |                                                        |                                                              |
| Bremse, vorne          | 300 mm Doppelscheibenbremse (Doppelkolben-Bremssättel) | 300 mm Doppelscheibenbremse (Doppelkolben-Bremssättel) | 320 mm Doppelscheibenbremse (Vierkolben-Radial-Bremssätteln) |
| Bremse, hinten         | 300 mm Bremsscheibe (Doppelkolben-Bremssattel)         | 300 mm Bremsscheibe (Doppelkolben-Bremssattel)         | 300 mm Bremsscheibe (Doppelkolben-Bremssattel)               |
| Maße und Gewichte      |                                                        |                                                        |                                                              |
| Abmessungen            | 2.505 × 1.040 × 1.130 mm                               | 2.515 × 1.040 × 1.460 bis 1.505 mm                     | 2.410 × 850 × 1.100 mm                                       |
| Radstand               | 1.680 mm                                               | 1.690 mm                                               | 1.705 mm                                                     |
| Sitzhöhe               | 680 mm                                                 | 680 mm                                                 | 700 mm                                                       |
| Tankinhalt             | 20 Liter                                               | 20 Liter                                               | 17 Liter                                                     |
| Trockengewicht         | 307 kg                                                 | 350 kg                                                 | 290 kg                                                       |